# Тим (фильм)
«Тим» (англ. Tim) — кинофильм, экранизация одноимённого произведения Колин МакКаллоу.

## Сюжет
Тим подрабатывает на строительстве дома. Он недалёкий парень, и ему часто помогают старшие коллеги и другие люди. Однажды его нанимает на день для работ в своём дворе Мэри. Но день скоро перерастает в недели. Общение сближает Мэри и Тима. Когда у Тима умирает мать, Мэри заменяет её. Отношения переходят в романтическую любовь.

## В ролях
| Актёр       | Роль                                     |
| ----------- | ---------------------------------------- |
| Пайпер Лори | Мэри Хортон                              |
| Мел Гибсон  | Тим                                      |
| Элвин Кёртс | Рон Мелвилл                              |
| Пэт Эвисон  | Эм Мелвилл                               |
| Питер Гуинн | Том Эйнсли                               |
| Рэй Барретт | мужчина у гостиницы (в титрах не указан) |